# Dog Eat Dog (álbum de Joni Mitchell)
Dog Eat Dog é o décimo segundo álbum de estúdio da cantora e compositora canadense Joni Mitchell, lançado em outubro de 1985, por intermédio da Geffen Records. Liricamente, o álbum aborda temáticas envoltas na sociedade oitentista, como o Reaganismo, televangelismo, consumismo e a Carestia de 1983-1985 na Etiópia.

## Lista de faixas
Todas as faixas escritas e compostas por Joni Mitchell, exceto onde escrito. 
| Lado A |                                |                            |         |  |
| N.º    | Título                         | Compositor(es)             | Duração |  |
| 1.     | "Good Friends"                 |                            | 4:25    |  |
| 2.     | "Fiction"                      | Joni Mitchell, Larry Klein | 4:14    |  |
| 3.     | "The Three Great Stimulants"   |                            | 6:11    |  |
| 4.     | "Tax Free"                     | Mitchell, Klein            | 4:19    |  |
| 5.     | "Smokin' (Empty, Try Another)" |                            | 1:43    |  |

| Lado B |                          |         |  |
| N.º    | Título                   | Duração |  |
| 1.     | "Dog Eat Dog"            | 4:41    |  |
| 2.     | "Shiny Toys"             | 3:27    |  |
| 3.     | "Ethiopia"               | 5:53    |  |
| 4.     | "The Impossible Dreamer" | 4:30    |  |
| 5.     | "Lucky Girl"             | 4:02    |  |